# Suryaraopeta
Suryaraopeta é uma vila no distrito de East Godavari, no estado indiano de Andhra Pradesh.

## Demografia
Segundo o censo de 2001, Suryaraopeta tinha uma população de 19 175 habitantes. Os indivíduos do sexo masculino constituem 50% da população e os do sexo feminino 50%. Suryaraopeta tem uma taxa de literacia de 76%, superior à média nacional de 59,5%: a literacia no sexo masculino é de 80% e no sexo feminino é de 72%. Em Suryaraopeta, 10% da população está abaixo dos 6 anos de idade.